# Ben Nyamabo
Benoît Mutombo Nyamabo, más conocido como Ben Nyamabo (Likasi, 1 de mayo de 1956-Kinsasa, 4 de diciembre de 2019), fue un cantante congoleño. Fue conocido por crear el celebre grupo Choc Stars y componer la canción de 1986 (en Zaire), «Riana». Murió el 4 de diciembre de 2019 tras estar dos semanas en coma.

## Biografía
Nació en el Congo Belga (actualmente República Democrática del Congo). En 1980, Ben graba sus primeras canciones con su grupo musical Zaïko Langa Langa. Lanzó el álbum Bambutaye Baleke en 1980. En 1981, integró el grupo Langa Langa Stars pero salió en 1983 por inactividad. Creó su tienda de ropa Scarpa Uomo. 

### Creación de Choc Stars y canción del año 1986 (1983-2016)
En 1983, creó su grupo Choc Stars (grupo que le llevaría a la fama). En 1986, regrabó una de sus primeras canciones Je T'Adore Kapia, cambiando el nombre Kapia por Riana (el título de la canción). En 1988, lanzó un medley de sus mejores éxitos. En 1989, sacó el doble disco Les Choc Stars Du Zaïre acompañado de varios discos lanzados ese año. En los años 90, el grupo colapsó tras la salida del guitarrista Roxy Tshimpaka, y los dos vocalistas Debaba Mbaki y Carlyto Lassa. En 1996, lanzaron el álbum Epaka Masasi Code 007. Es el primer álbum usando la animación ndombolo (creada en 1995 por Radja Kula) Estuvo en inactividad hasta el año 2004 al sacar el álbum Ratissage.

### Últimas grabaciones y años (2016-2019)
Empezó a grabar su álbum Lisu Likolo Ya Lisu (que sería su último álbum) a partir del 2016. En 2017, entró en juicio contra Dadiya Anifa. Salió ganador. En octubre de 2019, fue víctima de un ataque por el artista Adricha Tipo Tipo después de que Adricha tuviese un conflicto con su compañero y gran amigo Nyoka Longo (líder del grupo Zaïko Langa Langa). 

## Muerte
En noviembre de 2019, entró al hospital general de Kinshasa y después de estar dos semanas en coma, el artista Ben Nyamabo falleció. Su cuerpo será inhumado el 30 de enero de 2020 en Kinshasa. La fecha fue anunciada por la SONECA y la asociación Artistes En Danger de Shaka Kongo.

## Discografía

##### Como solista
1980
- Wina (con Zaïko Langa Langa)

##### Con Choc Stars
1983
- Tshala (avec Langa Langa Stars)

1984
- Roboti Robota (Deux à Deux)

- Sisina

- Santu (Bozi Boziana)

- Roboti Robota (Deuxième Épisode)

1985
185'
- Ève (Monza 1er)

- Mbuta

- Nono

- Aminata

- Amour Infini Bakutu

- Mwana Suka

- Choc = Shock

- Awa et Ben

- Ena

1986
- Sandra La Blonde

- Kopalangana Te

- Koteine

- Nalandaka Te

- Riana

- Akufi Lelo Lobi Akomi Moto

1987
- Kelemani

1988
- Ba Maman Zaïroise

- Ibrahim Bula

- Chagrin Dimone (Defao)

- Carnaval Choc Stars

- Na Lela

1989
- Les Choc Stars Du Zaïre Dans Nakombe Nga

- Premier Amour

- Munduki Elelo

- Pêche De La Femme

1990
- Hitachi

- Oka Polisson Chauffe

- Ibrasson

1992
- Bakuke

1993
- Le Dernier Succès

- Laissez Passer

1995
- Le Dernier Métro

- Bango Oyo Baye

1996
- Epaka Masasi Code 007

2004
- Ratissage

2016
- Lisu Likolo Ya Lisu